# Schwarzsauer

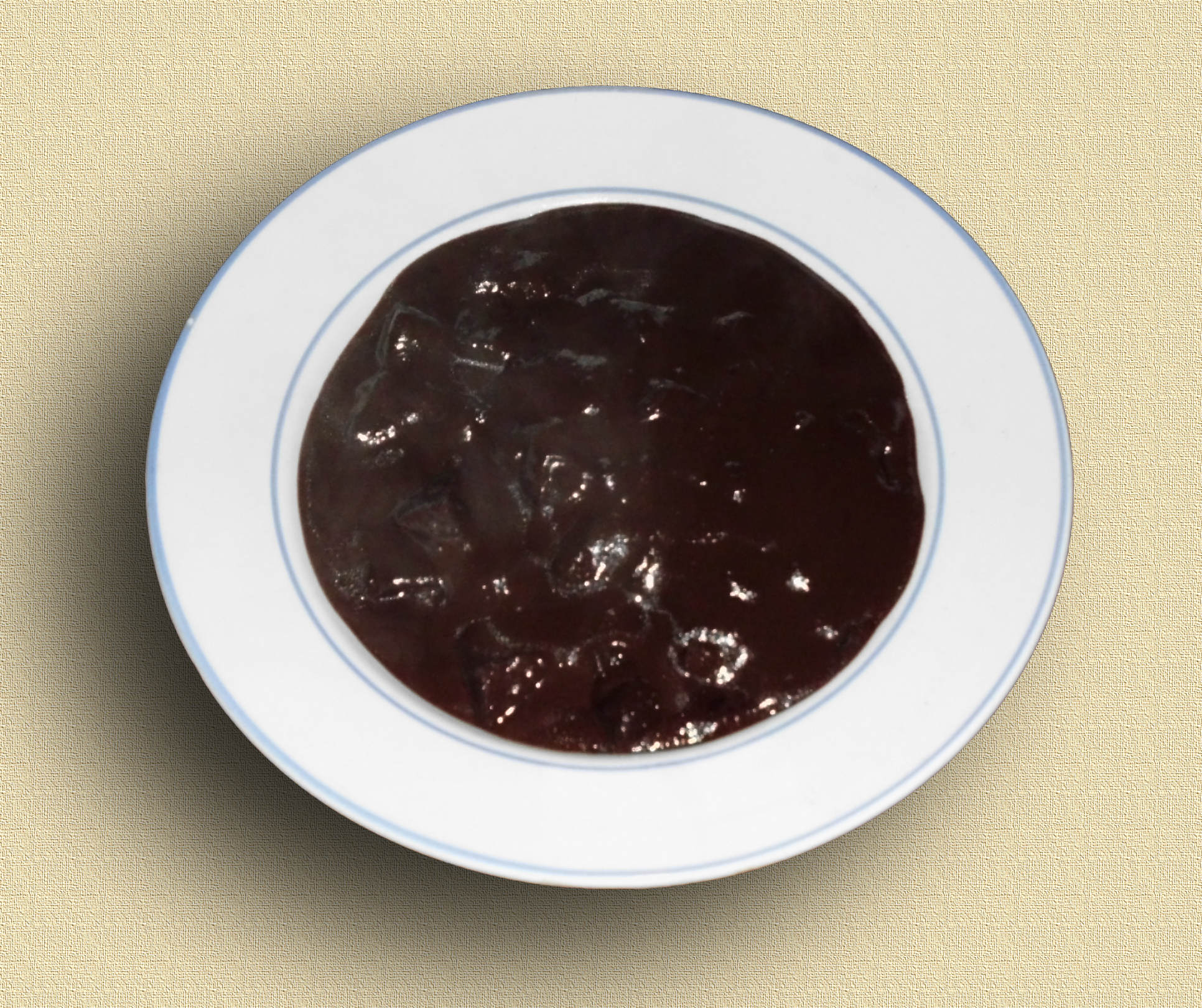
Schwarzsauer

Schwarzsauer (niederdeutsch Swattsuer, Swartsuur oder Swartsupp) ist in Teilen Norddeutschlands und früher auch in Ostpreußen ein traditionelles Gericht aus Blut.
Eine Variante des Gerichts ohne Blut nennt sich Weißsauer.

## Name und Zubereitung
Der Name leitet sich vom Schweineblut ab, das durch die Zugabe von Essigsud gerinnt, fast völlig schwarz wird und hinzugefügte Fleischreste und Schwarten verbindet. Für den Sud werden Gewürze wie Lorbeer, ganze Pfefferkörner, Nelken, Zwiebeln und etwas Zucker und Wurzelgemüse in Essigwasser aufgekocht. Hinzugefügt werden können je nach Region und Tradition: Schweinefüße, Schweineschwänze, Schweineschnauze.

## Verbreitung
Da Schweineblut heute weniger verfügbar ist, ist das Gericht nur noch selten anzutreffen. In Niedersachsen, Hamburg, Mecklenburg und Schleswig-Holstein wurde es früher immer am Tag der Schlachtung zubereitet, um die nicht für die Wurst- oder Frischfleischherstellung benötigten Reste wie auch das frische Schweineblut zu verwerten.
In West-Niedersachsen, im Osnabrücker, Meller Raum war das Gericht auch als „Schweinebraun“ bekannt.
In Ostpreußen, in Pommern und Ostfriesland war das Gericht eher mit Geflügel bekannt, meist wurde es dann als Schwarzsauer von Gänseklein oder Schwarzsauer von Entenklein bezeichnet. Zubereitet wurde es unter anderem mit Füßen und Darm von Gänsen oder Enten. Dazu wurde der Geflügeldarm gereinigt, gründlich gewaschen und um die gewaschenen Gänse- bzw. Entenfüße gewickelt, die dann im Sud gekocht wurden.
Theodor Fontane berichtet in seinen Kindheitserinnerungen aus den 1820er Jahren in Swinemünde davon:

„Diese Schlachtzeit war nämlich zugleich auch die Zeit, wo das aus Gänseblut zubereitete „Schwarzsauer“ tagtäglich auf unseren Tisch kam, ein Gericht, das, nach pommerscher Anschauung, alles Andere aus dem Felde schlägt. […] Er selber aber suchte sich, gerade so wie wir, das Backobst und die Mandelklöße heraus und überließ die Kraftbrühe der Gesindeschaft draußen […]“

Aufgrund der preiswerten Zutaten war Schwarzsauer früher und bis in die zweite Hälfte des 20. Jahrhunderts ein „Arme-Leute-Essen“. Als Beilage dienten Kartoffeln oder Klöße.
Eine ähnliche polnische oder belarussische Suppe ist die auch namentlich verwandte Czernina (Czerna = Schwarz), ein ähnliches Gericht der westfälischen Küche ist das Blutgemüse. In Ostwestfalen-Lippe wird eine solche Blutsuppe „Braunatt“ genannt. Auch aus dem antiken Sparta ist die Zubereitung einer Blutsuppe dieser Art bekannt.